# Siassi-Inseln
Die Siassi-Inseln sind eine Inselgruppe von Papua-Neuguinea im Westpazifik. Sie gehören zur Morobe Province und liegen im Westen des Bismarck-Archipels, etwa 55 Kilometer nordöstlich der Ostküste von Neuguinea und 35 Kilometer westlich der Insel Neubritannien.

## Inseln
Die Inseln sind überwiegend vulkanischen Ursprungs; auf einigen befinden sich aktive Vulkane. Die mit Abstand größte ist Umboi; dort liegt auch die Hauptstadt Siassi.
Zu den Siassi-Inseln zählt man etwa 20 Inseln – zu den etwas größeren gehören:
| Inselname | Fläche (km²) | Höhe in m | Geokoordinate        |
| Umboi     | 777,0        | 1.548     | 5° 38′ S, 147° 55′ O |
| Tolokiwa  | 42,0         | 1.396     | 5° 19′ S, 147° 35′ O |
| Sakar     | 34,0         | 950       | 5° 25′ S, 148° 5′ O  |
| Tuam      | 1,0          | 14        | 5° 57′ S, 148° 2′ O  |
| Malai     | 0,8          | 14        | 5° 54′ S, 147° 56′ O |
| Ritter    | 0,3          | 140       | 5° 31′ S, 148° 7′ O  |